# Gerard-Lobelie
Die Gerard-Lobelie (Lobelia × gerardii) ist eine Pflanzenart aus der Gattung der Lobelien (Lobelia).

## Merkmale
Die Gerard-Lobelie ist eine kurzlebige krautige Pflanze, die Wuchshöhen von 75 bis 100 Zentimeter erreicht. Die oft rot überlaufenen Blätter sind bis zu 10 Zentimeter lang und breit lanzettlich bis elliptisch. Die Krone ist purpurviolett gefärbt.
Die Blütezeit reicht von August bis September.

## Nutzung
Die Gerard-Lobelie wird zerstreut als Zierpflanze für Sommerrabatten genutzt. Sie ist seit 1893 in Kultur.

## Belege
- Eckehart J. Jäger, Friedrich Ebel, Peter Hanelt, Gerd K. Müller (Hrsg.): Rothmaler - Exkursionsflora von Deutschland. Band 5: Krautige Zier- und Nutzpflanzen. Spektrum Akademischer Verlag, Berlin Heidelberg 2008, ISBN 978-3-8274-0918-8, S. 539.